# Szent Adalbert-templom (Krakkó)

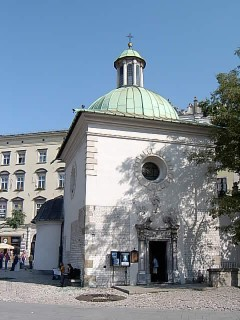
A krakkói Szent Adalbert-templom. A kapu közelében megmaradt nagyon régi falazatot jelenleg nem takarja stukkó.

A krakkói Szent Adalbert-templom (Kościół św. Wojciecha) Lengyelország védőszentjéről, prágai Szent Adalbertről (lengyel nyelvterületen Wojciech) kapta nevét. Krakkó főterén található, Krakkó óvárosában.

A jelenleg Krakkó főterének délkeleti sarkában található templom egyike a legöregebb lengyel kőtemplomoknak. A 11. században épült, a korai középkor román építészetének emléke. Magát a Ryneket, Európa legnagyobb középkori piacterét csak 1257-ben alakították ki.
A templom belső tere szűkös, legalábbis masszív külsejéhez képest. A padló a tér jelenlegi szintje alatt van, pedig eredetileg a két létező templom szintjéhez (köztük a Szent Adalbertéhez) volt igazítva – ez is mutatja a tér újabb és újabb rétegeinek egymásra rakódását. A templomot 1611-1618 között részlegesen újjáépítették, barokk stílusban.
Krakkó korai történelme során a templomot először az Európán keresztülutazó kereskedők használták imahelyként. Ezen a helyen találkozott egymással a polgári és a nemesi réteg. A krakkói régészeti múzeum szerint a legrégebbi emlékek egy a 10. század végén épült faszerkezetet tárnak fel, ezt követik egy 11. századi kőtemplom maradványai, amik a falak alsó részén ma is láthatók. Ezekre a falakra épült egy új templom kisebb, téglalapforma kövekből a 11-12. század fordulóján. Miután a térre több alkalommal új burkolat került, a szintje 2-2,6 méterrel megemelkedett – ezért a 17. században magasították a falakat és stukkóval borították őket. Új bejárat épült a nyugati oldalon, és a templom barokk stílusú kupolát kapott. A templom román kori múltját a 19. századi felújítási munkák során tárták fel.
Jelenleg a templom falai egészen a legalsó szintekig megtekinthetők. A déli oldalon látható a román stílusú bejárat és a hozzá tartozó kőlépcső. A templom kriptáját a régészeti múzeum átalakította egy állandó kiállítássá „A krakkói piac története” címmel.
A Szent Adalbert-templomot jelenleg is használja az egyház, a forgalmas térre nyíló ajtó mögött csendben imádkoznak.
Az ezeréves legenda szerint Szent Adalbert (Św. Wojciech) 997-ben szentelte fel a templomot, és itt imádkozott mielőtt poroszországi térítő útjára indult (ahol vértanúhalált halt). Az 1960-as években fedezték fel a Szent Adalbert krakkói tartózkodásának és prédikációjának idején létező, régebbi templomot.

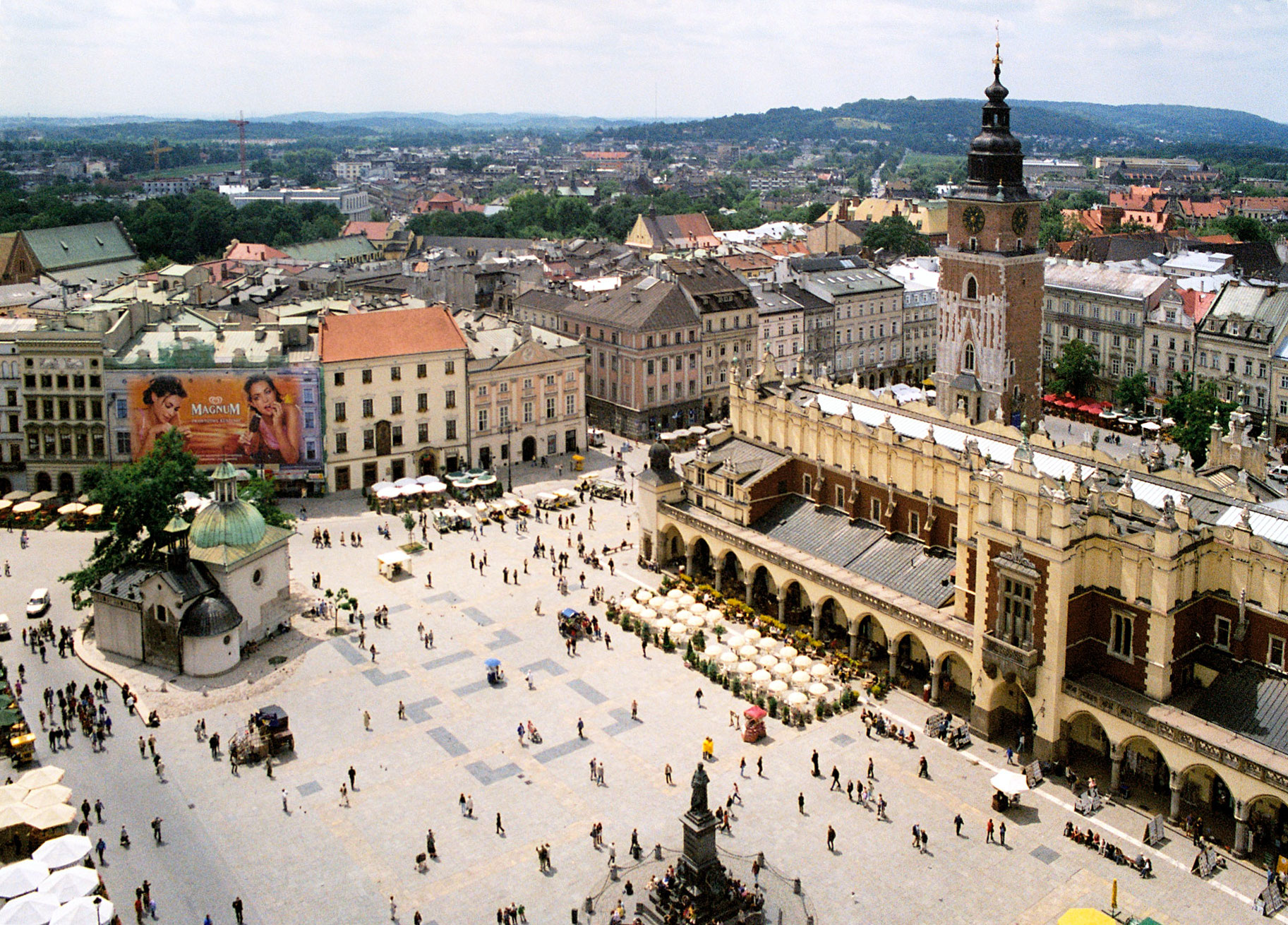
A Szent Adalbert-templom madártávlatból

## Orgona
A fából készült barokk stílusú galérián, melyen ellipszis alakban elrendezett arany és zöld oszlopok vannak, található a templom orgonája. Az orgona homlokzata három részből áll és két felépítménnyel van ellátva, az orgonaszekrény a galéria színeit viseli. Az orgona 1740-ből származik és 1945-ben szerelték fel modern sípokkal, valamint egy elektropneumatikus traktúrával is ellátták. A sípok a középső házban egy sorban, a két „tornyocskában” viszont V-alakban lettek elrendezve. Az orgona nyolc regisztere az alábbi diszpozíciójú:
| Manuál       | Pedál       |
| ------------ | ----------- |
| Salicet 8’   | Subbass 16’ |
| Bourdon 8’   | Cello 8’    |
| Prinzipal 4’ |             |
| Rohrflöte 2’ |             |

Tremolo
Tutti
Manuál hangterjedelme: C – f³
Pedál hangterjedelme: C – d'

## Időrend
- 10. század – az első fatemplomot felépítik[2]
- 11-12. század – az első kőtemplom, román stíluselemekkel, a kapu és a falak jelenleg is állnak
- 1404. – Piotr Wysz Radoliński atyának köszönhetően a templom lesz az egyetem plébániája
- 1453 – Kapisztrán Szent János prédikál itt
- 1611–1618 – a templom rekonstrukciója barokk stílusban. Magasítják a falakat és stukkót raknak rá, megépítik a barokk stílusú kupolát és a nyugati bejáratot. A munkálatokat Walenty Fontana professzor és Sebastian Mirosz atya felügyeli
- 1711 – az új sekrestye felépítése
- 1778 – a Nepomuki Szent János-kápolna felépítése (1781-ben Krakkói Vincent nevét kapta)